# 元願平
元 願平（げん がんへい、生没年不詳）は、北魏の皇族。

## 経歴
拓跋休の子として生まれた。孝文帝の末年、員外郎に任じられた。宣武帝の初年、給事中に転じた。殺人や強盗といった悪行を繰り返したが、宣武帝も近親を処刑するのをためらい、願平は免官されて別館に禁錮された。館は愁思堂と名づけられた。宣武帝が死去すると、禁錮を解かれた。霊太后が臨朝称制したが、願平の態度は改まらなかったため、再び別館に禁錮させた。長らくして願平は禁錮を解かれて家に帰され、師をつけて厳しく教誨を加えられた。後に通直散騎常侍・前将軍の位を受けた。妻の王氏を子どもたちの前で裸にし、また妻の妹を妻の母のそばで強姦した。御史中丞の侯剛が死罪に相当すると論告したが、赦免にあい、員外常侍に降格されるにとどまった。孝昌年間に死去した。

## 妻子

### 妻
- 楽浪王氏（480年 - 509年、王道岷の三女）

### 子
- 元緒（幽州安西府功曹参軍、孝荘帝の初年に直閤将軍、持節・武衛将軍・関右慰労十二州大使、吐谷渾で死去した）

## 伝記資料
- 『魏書』巻19下 列伝第7下
- 『北史』巻18 列伝第6
- 魏黄鉞大将軍太傅大司馬安定靖王第二子給事君夫人王氏之墓誌